# Pena di morte in Croazia
La pena di morte in Croazia è stata abolita nel 1990, quando è stata esplicitamente proibita dall'articolo 21 della nuova costituzione.
In Jugoslavia l'impiccagione è stata sostituita dal plotone d'esecuzione nel 1959, e l'ultima esecuzione di un civile è avvenuta nel 1987.
La Croazia è firmataria del protocollo 13 della Convenzione europea per i diritti umani che abolisce la pena di morte in ogni circostanza. 
La convenzione è stata firmata il 3 luglio 2002, ratificata il 3 febbraio 2003, è entrata in vigore il 1º luglio 2003.